# Fouli
Le département de Fouli est un des cinq départements composant la province du Lac au Tchad. Son chef-lieu est Liwa.

## Subdivisions
Le département de Fouli compte trois sous-préfectures qui ont le statut de commune :
- Liwa,
- Daboua,
- Kaiga-Kindjiria.

## Administration
Liste des administrateurs :
Préfets de Fouli (depuis 2016)
- 9 janvier 2016 : Mahamat Djibro[1]